# Капюшонница обыкновенная
Капюшонница обыкновенная (лат. Cucullia scrophulariae = Shargacucullia scrophulariae) — вид ночных бабочек из семейства совок.

## Ареал
Европа, кроме севера; преимущественно Средняя Европа, кое-где в Южной; европейская часть России, малая Азия. Встречается довольно часто. Может обитать на лугах, опушках лесов, лесных полянах, в степи, парках и садах.

## Описание
Размах крыльев 38—47 мм.

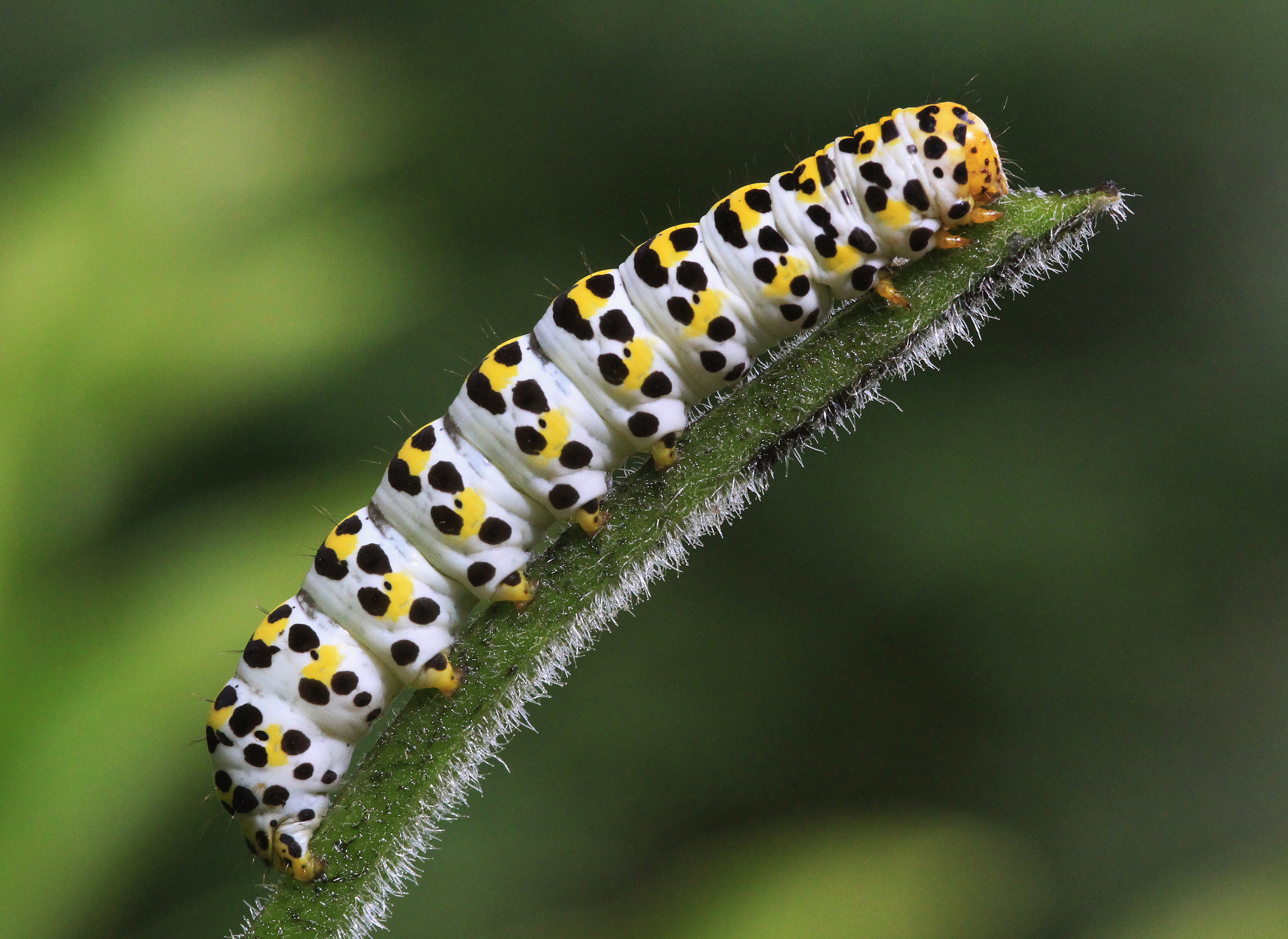
Гусеница

Передние крылья у переднего и внутреннего краёв имеют каштаново-бурый цвет. Внешний край передних крыльев с острыми зубцами. Белое продольное пятно — размазанное, в поле внешнего края видно нечётко. Задние крылья у самца беловатого цвета с черновато-серой перевязью у наружного края, а у самки — более тёмные.

## Биология
Период лёта с апреля по июль. В год развивается одно поколение.
Гусеница цилиндрической формы, толстая, голубовато-белая или зеленовато-белая с жёлтыми полосками в чёрных пятнах. По бокам имеет чёрные пятна; голова — жёлтая.
Стадия гусеницы с июля по август. Кормовые растения гусениц: Scrophularia umbrosa, Scrophularia nodosa, Scrophularia rupestris, Scrophularia auriculata, Scrophularia canina, Verbascum lychnitis, Verbascum thapsus, Verbascum nigrum. Куколка буро-жёлтого цвета.